# Video Disk Recorder
VDR (Video Disk Recorder) – program służący do oglądania cyfrowej telewizji DVB (DVB-S, DVB-T) na komputerze z systemem operacyjnym Linux. Autorem programu jest niemiecki informatyk Klaus Schmidinger.
VDR został zaprojektowany z myślą o wykonaniu swoistego Media Center, dlatego jego obsługa odbywa się z pomocą kompleksowego OSD. Program ten nie posiada menu graficznego, takiego jak np. ProgDVB.